# Centipeda
Centipeda é um género botânico pertencente à família Asteraceae.